# Roeien op de Olympische Zomerspelen 2016 – Acht vrouwen
Het roeien in de acht voor vrouwen op de Olympische Zomerspelen 2016 vond plaats van maandag 8 tot en met zaterdag 13 augustus 2016. Regerend olympisch kampioen was de Verenigde Staten, die in Rio de Janeiro de titel succesvol verdedigden. De competitie bestond uit meerdere ronden, beginnend met de series en herkansingen om het deelnemersveld van de finale te bepalen. Er werden twee series geroeid, waarbij de beste boten zich direct kwalificeerden voor de finale. De overige landen roeiden de herkansing, waarin vier van de vijf landen zich plaatsten voor de finale. De series vonden plaats op maandag 8 augustus 2016, twee dagen later gevolgd door de herkansingen. De finale werd geroeid op zaterdag 13 augustus.

## Resultaten

### Series
De beste boot van elke serie plaatste zich voor de finale. De overige boten probeerden in de herkansingen zich alsnog te kwalificeren.

#### Serie 1
| rang | naam | land             | tijd    |   |
| ---- | --- | ---------------- | ------- | - |
| 1    | Amanda Elmore Tessa Gobbo Elle Logan Meghan Musnicki Amanda Polk Emily Regan Lauren Schmetterling Kerry Simmonds Katelin Snyder (s)             | Verenigde Staten | 6:06.34 | Q |
| 2    | Wianka van Dorp Sophie Souwer Lies Rustenburg José van Veen Ellen Hogerwerf Claudia Belderbos Monica Lanz Olivia van Rooijen Ae-Ri Noort (s)    | Nederland        | 6:14.36 | H |
| 3    | Amalia Bereș Andreea Boghian Adelina Bogus Roxana Cogianu Irina Dorneanu Laura Oprea Mihaela Petrila Ioana Strungaru Daniela Druncea (s)        | Roemenië         | 6:16.24 | H |
| 4    | Charlotte Sutherland Meaghan Volker Fiona Albert Lucy Stephan Molly Goodman Jessica Morrison Olympia Aldersey Alexandra Hagan Sarah Banting (s) | Australië        | 6:22.68 | H |

#### Serie 2
| rang | naam | land             | tijd    |   |
| ---- | --- | ---------------- | ------- | - |
| 1    | Karen Bennett Olivia Carnegie-Brown Jessica Eddie Catherine Greves Frances Houghton Zoe Lee Polly Swann Melanie Wilson Zoe de Toledo (s)                    | Groot-Brittannië | 6:09.52 | Q |
| 2    | Genevieve Behrent Kelsey Bevan Emma Dyke Kerri Gowler Grace Prendergast Kayla Pratt Rebecca Scown Ruby Tew Frances Turner (s)                               | Nieuw-Zeeland    | 6:12.05 | H |
| 3    | Caileigh Filmer Susanne Grainger Antje von Seydlitz-Kurzbach Natalie Mastracci Cristy Nurse Lisa Roman Christine Roper Lauren Wilkinson Lesley Thompson (s) | Canada           | 6:12.44 | H |

### Herkansing
De beste vier boten plaatsten zich voor de finale.
| rang | naam | land          | tijd    |   |
| ---- | --- | ------------- | ------- | - |
| 1    | Caileigh Filmer Susanne Grainger Antje von Seydlitz-Kurzbach Natalie Mastracci Cristy Nurse Lisa Roman Christine Roper Lauren Wilkinson Lesley Thompson (s) | Canada        | 6:28.07 | F |
| 2    | Amalia Bereș Andreea Boghian Adelina Bogus Roxana Cogianu Irina Dorneanu Laura Oprea Mihaela Petrila Ioana Strungaru Daniela Druncea (s)                    | Roemenië      | 6:32.63 | F |
| 3    | Genevieve Behrent Kelsey Bevan Emma Dyke Kerri Gowler Grace Prendergast Kayla Pratt Rebecca Scown Ruby Tew Frances Turner (s)                               | Nieuw-Zeeland | 6:34.90 | F |
| 4    | Wianka van Dorp Sophie Souwer Lies Rustenburg José van Veen Ellen Hogerwerf Claudia Belderbos Monica Lanz Olivia van Rooijen Ae-Ri Noort (s)                | Nederland     | 6:35.96 | F |
| 5    | Charlotte Sutherland Meaghan Volker Fiona Albert Lucy Stephan Molly Goodman Jessica Morrison Olympia Aldersey Alexandra Hagan Sarah Banting (s)             | Australië     | 6:40.45 |   |

### Finale
| rang   | naam | land             | tijd    |  |
| ------ | --- | ---------------- | ------- |  |
| Goud   | Amanda Elmore Tessa Gobbo Elle Logan Meghan Musnicki Amanda Polk Emily Regan Lauren Schmetterling Kerry Simmonds Katelin Snyder (s)                         | Verenigde Staten | 6:01.49 |  |
| Zilver | Karen Bennett Olivia Carnegie-Brown Jessica Eddie Catherine Greves Frances Houghton Zoe Lee Polly Swann Melanie Wilson Zoe de Toledo (s)                    | Groot-Brittannië | 6:03.98 |  |
| Brons  | Amalia Bereș Andreea Boghian Adelina Bogus Roxana Cogianu Irina Dorneanu Laura Oprea Mihaela Petrila Ioana Strungaru Daniela Druncea (s)                    | Roemenië         | 6:04.10 |  |
| 4      | Genevieve Behrent Kelsey Bevan Emma Dyke Kerri Gowler Grace Prendergast Kayla Pratt Rebecca Scown Ruby Tew Frances Turner (s)                               | Nieuw-Zeeland    | 6:05.48 |  |
| 5      | Caileigh Filmer Susanne Grainger Antje von Seydlitz-Kurzbach Natalie Mastracci Cristy Nurse Lisa Roman Christine Roper Lauren Wilkinson Lesley Thompson (s) | Canada           | 6:06.04 |  |
| 6      | Wianka van Dorp Sophie Souwer Lies Rustenburg José van Veen Ellen Hogerwerf Claudia Belderbos Monica Lanz Olivia van Rooijen Ae-Ri Noort (s)                | Nederland        | 6:08.37 |  |